# Eleutherodactylus staurometopon
Eleutherodactylus staurometopon är en groddjursart som beskrevs av Schwartz 1960. Eleutherodactylus staurometopon ingår i släktet Eleutherodactylus och familjen Eleutherodactylidae. Inga underarter finns listade i Catalogue of Life.